# Copa Panamericana Bajo Techo de Hockey masculino de 2005
La III Copa Panamericana Bajo Techo de Hockey masculino de 2005 se celebró en Kitchener, Canadá entre el 9 y el 11 de diciembre de 2005. 
Canadá logró su segundo título al ganarle a Trinidad y Tobago en la final 5-3. Ambos clasificaron al mundial de Austria 2007. La medalla de bronce fue para Estados Unidos que le ganó a Guyana en el partido por el tercer puesto 7-6

## Primera fase

### Grupo Único
– Clasificados a las semifinales.
| Equipo            | J | G | E | P | GF | GC | DG  | PTS |
| ----------------- | - | - | - | - | -- | -- | --- | --- |
| Canadá            | 4 | 4 | 0 | 0 | 41 | 16 | +25 | 12  |
| Trinidad y Tobago | 4 | 3 | 0 | 1 | 31 | 15 | +16 | 9   |
| Estados Unidos    | 4 | 2 | 0 | 2 | 13 | 18 | -5  | 6   |
| Guyana            | 4 | 1 | 0 | 3 | 18 | 28 | -10 | 3   |
| Venezuela         | 4 | 0 | 0 | 4 | 6  | 32 | -26 | 0   |

- Resultados

| Fecha | Hora¹ | Partido           | Partido | Partido           | Resultado |
| ----- | ----- | ----------------- | ------- | ----------------- | --------- |
| 09.12 | 09:00 | Trinidad y Tobago | -       | Venezuela         | 7-3       |
| 09.12 | 10:00 | Estados Unidos    | -       | Guyana            | 4-2       |
| 09.12 | 12:00 | Estados Unidos    | -       | Venezuela         | 6-2       |
| 09.12 | 12:30 | Canadá            | -       | Guyana            | 13-7      |
| 09.12 | 16:30 | Venezuela         | -       | Canadá            | 0-14      |
| 09.12 | 17:30 | Estados Unidos    | -       | Trinidad y Tobago | 0-8       |
| 10.12 | 08:00 | Canadá            | -       | Trinidad y Tobago | 8-6       |
| 10.12 | 09:00 | Venezuela         | -       | Guyana            | 1-5       |
| 10.12 | 11:30 | Trinidad y Tobago | -       | Guyana            | 10-4      |
| 10.12 | 12:00 | Canadá            | -       | Estados Unidos    | 6-3       |

## Segunda fase

### Semifinales
| Fecha | Hora¹ | Partido           | Partido | Partido        | Resultado |
| ----- | ----- | ----------------- | ------- | -------------- | --------- |
| 10.12 | 16:30 | Canadá            | -       | Guyana         | 6-2       |
| 10.12 | 18:00 | Trinidad y Tobago | -       | Estados Unidos | 5-4       |

### Tercer Puesto
| Fecha | Hora¹ | Partido | Partido | Partido        | Resultado |
| ----- | ----- | ------- | ------- | -------------- | --------- |
| 11.12 | 08:00 | Guyana  | -       | Estados Unidos | 6-7       |

### Final
| Fecha | Hora¹ | Partido | Partido | Partido           | Resultado |
| ----- | ----- | ------- | ------- | ----------------- | --------- |
| 11.12 | 11:30 | Canadá  | -       | Trinidad y Tobago | 5-3       |

| Campeón de la Copa Panamericana Bajo Techo de Hockey 2005 |
| --------------------------------------------------------- |
| Canadá Segundo Título                                     |

### Clasificación general
1. Canadá
2. Trinidad y Tobago
3. Estados Unidos
4. Guyana
5. Venezuela

## Clasificados al Mundial 2007
| Bandera de Canadá | Bandera de Trinidad y Tobago |
| Canadá            | Trinidad y Tobago            |
| ----------------- | ---------------------------- |